# 只有神知道的世界
《只有神知道的世界》是若木民喜的愛情喜劇日本漫畫。本作是以在《週刊少年Sunday》2007年32號刊載的單篇為原型，變更部份設定與角色後，於《週刊少年Sunday》2008年19號開始連載。2010年4月為了迎接兩週年紀念，發表電視動畫化的消息。第一期於同年10月開始放映，第二期於2011年4月11日開始放映。2012年《週刊少年Sunday》和OVA《天理篇 邂逅》宣布女神篇制作决定，並公佈將製作OVA中川花音（中川かのん）篇。女神篇於2013年7月8日開始放映。作者若木民喜曾表示非常喜歡《機神追女攻略》這個譯名，認為能貼實反咉主題內容。

## 故事簡介
舞島學園的桂木桂馬是個喜歡玩戀愛模擬遊戲——也就是Galgame——的高中生。他有著無論怎樣的女性（限定Galgame中的二次元可攻略角色）都能攻略的技巧，在遊戲界中被稱為「攻陷之神」；而他本人也比誰都深愛著這些二次元美少女們。
某日，桂馬意外地與惡魔訂下契約，眼前出現了一位從遙遠的地獄來到這裡的惡魔少女艾魯西。她的目的是拜託桂馬幫忙捕獲從地獄逃走的「驅魂」。驅魂會躲藏在女性的內心空隙，而填滿內心空隙、趕出驅魂的其中一個方法就是「戀愛」。在不履行契約就會身首異處的威脅下，二次元的攻陷之神開始了未曾挑戰過的三次元女性攻略之路。

## 登场角色
桂木桂馬
聲：下野紘〔幼年：小林沙苗〕（日本）；鈕凱暘（台灣）
本作男主角。非常熱愛Galgame的高中生。外貌斯文有氣質，課業優異且自尊心很高，但對現實世界不屑一顧，不管什麼時候都在玩Galgame，在遊戲界甚至被 稱為「攻陷之神」。無意中與惡魔定下契約，成為幫助捕獲「驅魂」的「協力者」，不情願地開始活用Galgame的知識攻略現實女性。
攻略女性角色到最終階段時會說出專用名台詞：「我已經看到結局了」。
艾魯西 / 艾利由西亞·D·魯德·依瑪
聲：伊藤加奈惠（日本）；林筱玲（台灣）
新惡魔，驅魂隊的新人，桂馬的契約對象。有著傻乎乎的性格，既冒失有時候還是個愛哭鬼，被桂馬稱為「BUG惡魔」。假裝成桂馬父親的私生女，以桂馬妹妹的身分轉入桂馬班上並和桂馬同住在一個屋簷下。稱呼桂馬為「神大人」或「神大人哥哥」。
哈克雅·德·羅特·海爾密紐姆
聲：早見沙織（日本）；穆宣名（台灣）
新惡魔，驅魂隊的地區長，和艾魯西是同學兼好友。學生時代靠著超人的努力成為全學年第一名的天才，但卻有著過於直率的個性和缺乏變通的腦袋。被驅魂附身時被艾魯西和桂馬所救，之後有空就會來桂馬家玩。明顯對桂馬有好感，但桂馬卻是毫無反應。
鮎川天理
聲：名塚佳織（日本）；劉凱寧（台灣）
桂馬小學時的鄰居兼同班同學，桂馬的青梅竹馬。個性十分害羞和內向。十年前的地震時，為桂馬的冷靜和堅強所吸引，而對桂馬有好感。但之後兩家各自搬走，直至諾拉事件後才重新作鄰居。身體寄居著女神名為蒂雅娜，性質與驅魂完全相反的神。

## 用語

### 地獄相關
冥界
與人界互為裡外的世界，又稱地獄。三百年前的大戰過後，現在成為新惡魔的世界。主要職能是接收亡魂並施以淨化，再送回天界。接收人界靈魂是按死亡地，而不是按出生地或人界國籍區分。
由於戰時遺留魔法污染地表，致使無法居住，新惡魔需於浮岩建立居住地。另外也居住了蔓龍（據稱是珍貴物種）、三眼豬、冥河的魚等各式各樣奇形怪狀的生物，甚至砂糖和蔬菜會有臉、球藻會自行活動、便當會是活的等等，也不是什麼稀奇事情。
新惡魔
指艾魯西和哈克雅等，住在現在地獄的惡魔們。他們在三百多年前封印了邪惡的古惡魔們，在地獄霸權的爭奪中贏得勝利。但依蒂雅娜的說法，新惡魔其實是得到神的幫助，以神當人柱，才能將古惡魔和古代地獄一起封印。雖然叫惡魔，但並不邪惡且重視秩序和理性。力量比古惡魔要弱，內心產生空隙的時候，甚至會被驅魂（削弱後的古惡魔之魂）輕易控制。
在魔法不昌盛的現代裡，改為發展科學魔法。新惡魔若沒有羽衣、或同時駕馭多個動魔術就無法普通地飛行。一般新惡魔需要靠空中光軌、飛船作為交通手段。
有角的惡魔是前朝古惡魔的遺民，在新地獄社會裡仍屬於上流貴族，因此有時可得知政權高層的內幕情報。
古惡魔
也被叫做「舊惡魔」或「古代惡魔」的惡魔們，擁有非常強大的魔力，是過去支配地獄的一派。很符合一般認知中（邪惡的）惡魔的印象。
以增幅人類負的感情當作能量而壯大，目標是廢除天界，將人界當成靈魂牧場的「三界稱霸」。遭到反對這計畫的另一派惡魔（之後的新惡魔）和天界阻礙，和古代的地獄一起遭到封印。相對於和人類外觀非常相像的新惡魔，他們的外貌比較接近恐怖的妖魔鬼怪。其暗殺魔術遠比新地獄的強效，可以奪去接觸者的陽氣並殺死對方，是新地獄嚴例禁絕的術法之一。
驅魂
從地獄逃出的惡人（古惡魔）的靈魂，為了取回肉體而來到凡間。會躲藏在人心的空隙，並以空隙產生的負面能量為糧食。為了想藉女人懷的小孩獲得肉體，只會躲進女性的體內。被驅魂附身的女性，有時會無意識的使用惡魔的力量，而引發和自己心靈空隙相關的異常現象（例如透明化、產生分身...等）
要捕獲驅魂，必須將心靈空隙填滿，空隙被填滿，驅魂也就無處可躲而跑出來。依哈克雅的說法，逃走中的驅魂約還有6萬隻（漫畫Flag.27的時間點）。但從一年只要捕到5隻，就能受勳這件事來看，新惡魔捕捉驅魂的行動非常不順利。
驅魂隊
新惡魔為了捕捉驅魂而成立的部隊。
身上纏著的羽衣是驅魂隊隊員的裝備，擁有飛行、匿蹤、變形成各種物體，甚至是做出替身的能力。而羽衣的使用方式，也直接反應出該惡魔的強弱。女性隊員都戴著骷髏狀的髮飾。這個髮飾是為了尋找驅魂而做的多功能「驅魂探測器」，除了接近驅魂就會發出光芒和聲音外。同時也是通訊器和控制羽衣的道具。階級為地區長的話，左腕還會戴上臂章。
原則上，驅魂隊的行動是以支援的角度協助「協力者」趕出驅魂，並對被趕出的驅魂進行捕捉。
依諾拉的說法，原本只有惡魔中屈指可數的精銳能加入驅魂隊。但十年前發生的「大脱走」事件，讓驅魂隊陷入人手嚴重不足的困境。連在法治省擔任用務魔（大概等於工友）的艾魯西也被編入驅魂隊。
協力者
為了捕捉驅魂，和惡魔簽訂契約的人類。已經成為捕捉驅魂不可欠的存在。
協力者是由高層自行分配，惡魔沒有選擇的權力。因此也有像哈克雅分配到步調緩慢的雪枝這種，對協力者不滿的例子存在。但從配對方式而言，挑選的人和惡魔本人個性皆較相合。
地獄的契約
惡魔與協力者間的契約，簽訂契約後協力者和惡魔都會被一個項圈纏繞，如果沒達成契約，項圈就會發動，協力者的脖子會被砍掉。另外，契約為對等，當協力者死亡時（與是否履行契約無關），惡魔的項圈會發動，將惡魔的脖子砍掉。
羽衣
本名「新魔布 5F型號」。由百分百的電魔納米機械構成的布狀圍巾。能夠反映出用家的魔力程度（例：哈克雅能用到觀看過去畫面的功能、諾拉能用到透視人心底的功能等，反之吊車尾的艾魯西只能作替身以至生活用途），不需依靠外來能量，即可運行伸縮與各種變形、儲存活動紀錄、分體同步操縱、念力影像等多方面功能。另外也強化了單獨飛行的機能。防水、磁、魔力。
菲歐蕾與正統惡魔社一干人持有的一款似乎比這款優勝得多，詳細則不明。
設定記載於第六卷裡封面。
拘留瓶
本名「特殊甲式拘留瓶 B55S」。由歐洲地區有150年歷史的官方用具店家「H&L」出產的製品。瓶口有強大的吸力能扯住驅魂，瓶身則是特製，除非驅魂魔力反制太強否則不易破裂。束縛瓶子的繩具有魔力，與安全鎖一起發揮效用，讓古惡魔靈魂無法逃出。可重複充電魔力使用達一萬次。
設定記載於第六卷裡封面。
驅魂探測器
本名「魔氣探知機 GTS型號」。感應的靈敏度是最低是擦身而過的程度，還具有地圖、繼續追蹤、暗號式通訊等機能。跟羽衣一樣防水、磁及魔力。一旦測出遊魂反應，眼部會有閃燈閃動。
正統惡魔社持有的女神探測器，是這款探測器的改造版，會直接在探測器上顯示神族的方位，但探測範圍極小，要擦身而過的距離才探測的到。
設定記載於第六卷裡封面。
末日大決戰
冥界三百年前發生的新舊惡魔戰爭。由於戰爭牽連甚廣，且新惡魔難以抗衡強力的古惡魔，天界最終介入戰事，六女神自願成為人柱，將代表舊地獄的古惡魔一次過盡數封印，成功結束戰爭。最後一場戰鬥在冥界地表的「古雷達東堡（暫譯）」進行，該地呈正六角形。
由於戰時遺留的魔法污染了冥界地表，使冥界地表成為寸草不生的不毛之地，新惡魔甚至連十分鐘都待不住。故新地獄社會需以空中的浮岩作為居住的基礎。
正統惡魔社
新惡魔中的偏激派別，以復活古地獄和古惡魔為最終目標。因此培養驅魂和找尋女神，並將其殺掉為其主要活動。從有成員（菲歐蕾和琉妮）能在人界活動來看，驅魂隊有其成員混入，而且還是複數。除外，以能調遣其组織成員进驅魂隊中，和室长的话语确认，正统恶魔社已经掌控了新地狱的上层管理。
女神篇結束之後，揭發該組織只是高層陰謀之中的棋子。在人界復活古地獄的企圖失敗之後被整肅，成為棄子。
薩堤爾
以新惡魔社會上級精英為主要成員的極密組織，遠比正統惡魔社更高級，信奉舊地獄的信念，沒有組織能出其右。掌控了新地獄多方面的極大權力，並在幕後策動許多事件，包括遊魂大脫逃、正統惡魔社人界活動，及後來的肅清等。目前正著手捕捉桂馬復活的六名女神，以供作某物的力量祭品，但還是失敗了，之後被通緝。新到任的法治省長米達斯(後來被抓)以及瑠寧(單行本有說明沒被抓到)證實屬於此組織。

### 人界相關
舞島學園
桂馬等人所就讀的學校，原為女子私塾。於1888年建校，建地本是白鳥正造的私人土地。
每年都會舉辦歷史悠久的舞校祭，分為前夜祭和後夜祭共兩天，開始之前會先舉辦體育祭和學術祭（期中考）。據二階堂老師的說法，是建校以來就有的活動。其實早在建校之前，就已經有這個慶典。
校徽的設計由來是女神德墨忒爾，麥穗象徵「謙虛」，周圍的六個角分別代表「純真」、「睿智」、「創造」、「勇氣」、「思慮」、「互助」。
桂馬在圖書館調查相關資料時，猜測與哈克雅所述的古戰場有關。
網站「攻陷之神」
桂馬所經營，與自己稱號「攻陷之神」同名的網站。雖然只是古早的純文字網頁，但內容包含了桂馬所有攻略過的Galgame心得與攻略情報。
其資料與評論的詳細和可靠性，不只吸引了遊戲玩家，連遊戲製作業者也投以關注，並引以為業界規範，有著撼動整個Galgame業界的強大力量。
但桂馬本人卻認為只是「小小的網站」而沒有意識到自己網站的影響力。明明自己是引爆目前Galgame市場的雷管，還毫無自覺地抱怨著：「最近的Galgame出太多了！」
PFP（Play·Field·Personal）
桂馬愛用的攜帶型遊戲主機，外型酷似現實中存在的PSP。內建打字用的鍵盤，也能聽音樂、瀏覽網路和收發電子郵件。右側的四個按鍵為Ⅰ、Ⅱ、Ⅲ、Ⅳ，可以從頂部的接口處連接類與任天堂公司Virtual Boy酷似的VIRTUAL PFP裝置。
在單行本第三集的裏封面和裏封底，詳細記載了這台主機的開發公司、定價、市場反映和主要缺點等設定。「攻陷之神」的網站對這款主機的推廣也有不小的影響。
彩色蠟筆 空之藝術
由 Atelier Lilith 公司所發售的美少女戀愛模擬遊戲。由於製作中出現諸多的問題，自從發表到實際發售，經過長達五年的歲月，此遊戲的初回限定版，以極高的價位在中古市場裡流通。故事中有「傳說中的垃圾遊戲」之稱的PFP美少女遊戲，能攻略的角色只有一位。
遊戲發售延期了23次，打上2片裝大作的噱頭，不過實際上第2片是修正檔。進行了5次要收費的線上更新後，依然有許多嚴重的Bug，例如啟動遊戲3次中有2次會失敗、存檔的話PFP會壞掉、場景陷入迴圈、畫面出現亂碼、CG混亂等。最後因為製作公司倒閉，無法再更新，被認定是不可能攻略成功的遊戲。在第17話的最後，網路上謠傳有一位玩家成功玩到遊戲結局，桂馬是否成功通關亦是謎團。但動畫第一季最終回中，攻略完成的遊戲角色群幻影中有飛鳥空的身影。

### 天界相關
朱比特
繼承遠古天界之王的姓名與血脈，類似天界皇室的存在。為了封印古地獄而自願成為人柱，十年前封印發生異常，造成驅魂「大脫走」時，和驅魂一同來到人界。封印時失去原本的身體和力量，現在必須附身在人類身上，和宿主共用身體。除了使用宿主的身體以外，也可透過鏡子或可反光的物體表面來現影並發聲。現身時會以宿主的樣貌為基礎，再加上每個女神自己的特徵。和驅魂相反的，女神以「愛情」為力量泉源。宿主心中的愛愈充沛，女神的力量也恢復得愈多，能進一步顯現出如光環和翅膀等女神特徵。
- 大姊：伏爾坎絲（九條 月夜）
- 二姊：阿波羅（中川 花音）
- 三姊：蒂雅娜（鮎川 天理）
- 四姊：彌涅兒娃（汐宮 栞）
- 五姊：瑪爾絲（五位堂 結）
- 小妹：茉丘莉（高原 步美）

## 出版書籍

### 漫畫單行本
| 卷數 | 小學館         | 小學館                          | 小學館                          | 文化傳信       | 文化傳信               | 尖端出版       | 尖端出版          | 封面人物                                                                                        | 附註 |
| 卷數 | 发售时间       | ISBN （左为普遍版，右为特典版） | ISBN （左为普遍版，右为特典版） | 发售时间       | ISBN                   | 发售时间       | ISBN              | 封面人物                                                                                        | 附註 |
| ---- | -------------- | ------------------------------- | ------------------------------- | -------------- | ---------------------- | -------------- | ----------------- | ----------------------------------------------------------------------------------------------- | --- |
| 1    | 2008年7月11日  | ISBN 9784091214300              | ISBN 9784091214300              | 2009年5月25日  | ISBN 9789888024629     | 2009年8月12日  | EAN 4717702227944 | 桂木桂馬                                                                                        | |
| 2    | 2008年10月17日 | ISBN 9784091214973              | ISBN 9784091214973              | 2009年6月17日  | ISBN 9789888024797     | 2009年8月12日  | EAN 4717702227951 | 桂木桂馬                                                                                        | |
| 3    | 2009年1月16日  | ISBN 9784091215703              | ISBN 9784091215703              | 2009年7月      | ISBN 9789888024933     | 2009年11月20日 | EAN 4717702229467 | 桂木桂馬                                                                                        | |
| 4    | 2009年4月17日  | ISBN 9784091220042              | ISBN 9784091220042              | 2009年8月      | ISBN 9789888025176     | 2010年1月26日  | EAN 4717702230814 | 桂木桂馬                                                                                        | 日本部分書店發售的初刷版本中附送「神VS遊魂貼紙」的角色貼紙。原型是1980至2000年代流行的「天使VS惡魔貼紙」。                                                     |
| 5    | 2009年7月17日  | ISBN 9784091217097              | ISBN 9784091217097              | 2009年10月20日 | ISBN 9789888025510     | 2010年4月21日  | EAN 4717702231873 | 桂木桂馬                                                                                        | |
| 6    | 2009年10月16日 | ISBN 9784091217882              | ISBN 9784091217882              | 2010年1月13日  | ISBN 9789888049240     | 2010年7月21日  | EAN 4717702234348 | 桂木桂馬                                                                                        | |
| 7    | 2010年1月16日  | ISBN 9784091221377              | ISBN 9784091221377              | 2010年4月19日  | ISBN 9789888049967     | 2010年10月15日 | EAN 4717702236397 | 桂木桂馬                                                                                        | |
| 8    | 2010年4月16日  | ISBN 9784091222664              | ISBN 9784091222664              | 2010年7月23日  | ISBN 9789888050611     | 2010年12月17日 | EAN 4717702236823 | 桂木桂馬                                                                                        | |
| 9    | 2010年6月18日  | ISBN 9784091223296              | ISBN 9784091223296              | 2010年9月11日  | ISBN 9789888090112     | 2011年2月9日   | EAN 4717702238070 | 桂木桂馬（外表五位堂結）                                                                        | |
| 10   | 2010年9月17日  | ISBN 9784091225221              | ISBN 9784099417000              | 2010年12月28日 | ISBN 9789888090877     | 2011年5月6日   | EAN 4717702239787 | 一般版：桂木桂馬 限定版外盒： 表面：中川花音、高原步美、汐宮栞 背面：青山美生、小阪千尋、愛露斯 | 限定版附送動畫一期開播前的前瞻聲優訪談節目DVD，並在最後收錄未公開的FLAG.0片段                                                                                  |
| 11   | 2010年12月17日 | ISBN 9784091226792              | ISBN 9784091590794              | 2011年4月      | ISBN 9789888112081     | 2011年8月10日  | EAN 4717702240660 | 愛露斯                                                                                          | 特別版附送2011年角色圖卡座檯月曆 |
| 12   | 2011年4月18日  | ISBN 9784091227928              | ISBN 9784091590930              | 2011年10月     | ISBN 9789888113514     | 2012年4月18日  | EAN 4717702244613 | 哈古亞                                                                                          | 限定版附送以哈古亞及愛露斯為主圖的不鏽鋼書籤 |
| 13   | 2011年6月17日  | ISBN 9784091231390              | ISBN 9784091591005              | 2011年12月     | ISBN 9789888113514     | 2012年4月27日  | EAN 4717702245429 | 中川花音、阿波羅                                                                                | 限定版附送愛露斯插圖的電子鐘 |
| 14   | 2011年9月16日  | ISBN 9784091232373              | ISBN 9784099417116              | 2012年5月1日   | ISBN 9789888114344     | 2012年8月9日   | EAN 4717702249809 | 一般版：鮎川天理、迪安娜 限定版外盒： 表面：2B Pencils 樂隊成員（五位堂結除外） 背面：中川花音  | 限定版附送OVA『４人與偶像』DVD |
| 15   | 2011年12月16日 | ISBN 9784091234292              | ISBN 9784091591074              | 2012年12月3日  | ISBN 9789888194346     | 2012年10月20日 | EAN 4717702251024 | 九條月夜、武爾坎努斯                                                                            | 限定版附送愛露斯閃燈吊飾 |
| 16   | 2012年3月16日  | ISBN 9784091235633              | ISBN 9784091591128              | 2013年1月      | ISBN 9789888194643     | 2012年12月21日 | EAN 4717702252625 | 五位堂結、瑪爾斯                                                                                | 限定版附送「證明之鐮」型鉛芯筆 |
| 17   | 2012年7月18日  | ISBN 9784091236968              | 17+18特別版 ISBN 9784099418021  | 2013年2月      | ISBN 9789888194773     | 2013年2月22日  | EAN 4717702252632 | 汐宮栞、米娜娃                                                                                  | 合賣特別版附送彩畫冊，題為《EVERY LOVELY ANGELS》，封套圖為至今所有登場女角（除桂木麻里及小說角色外）                                                          |
| 18   | 2012年7月18日  | ISBN 9784091237101              | 17+18特別版 ISBN 9784099418021  | 2013年3月      | ISBN 9789888194940     | 2013年4月12日  | EAN 4717702254087 | 高原步美、茉丘莉                                                                                | 合賣特別版附送彩畫冊，題為《EVERY LOVELY ANGELS》，封套圖為至今所有登場女角（除桂木麻里及小說角色外）                                                          |
| 19   | 2012年10月18日 | ISBN 9784091238856              | ISBN 9784099418038              | 2013年6月      | ISBN 9789888195176     | 2013年7月23日  | EAN 4717702255718 | 一般版：小阪千尋 限定版外盒： 表面：鮎川天理 背面：淺間亮                                       | 限定版附送OVA『天理篇』前編『再會』DVD |
| 20   | 2012年12月18日 | ISBN 9784091240378              | ISBN 9784099418069              | 2013年10月21日 | ISBN 9789888195701     | 2013年10月17日 | EAN 4717702256906 | 一般版：桂木桂馬（外表7歲） 限定版外盒： 表面：迪安娜 背面：諾拉                                | 限定版附送OVA『天理篇』後編『邂逅』DVD |
| 21   | 2013年4月16日  | ISBN 978-4091241986             | ISBN 978-4099418151             | 2013年3月21日  |                        | 2014年2月6日   | EAN 4717702258382 | 一般版：多可洛（大骷髏） 限定版外盒： 花音100%                                                  | 限定版附送漫畫《魔法少女☆偶像之星 加儂 100%》 |
| 22   | 2013年6月18日  | ISBN 978-4091243218             | ISBN 978-4099418144             | 2014年6月      |                        | 2014年4月22日  | EAN 4717702260354 | 一般版：白鳥麗（外表17歲） 限定版外盒： 花音100%                                                | 限定版附送OVA《魔法少女☆偶像之星 加儂 100%》 |
| 23   | 2013年9月18日  | ISBN 978-4-09-124381-2          | ISBN 978-4-09-124381-2          | 2014年12月     | ISBN 978-988-8318-26-1 | 2014年7月23日  | EAN 4717702261108 | 結崎香織                                                                                        | |
| 24   | 2013年12月18日 | ISBN 978-4-09-124511-3          | ISBN 978-4-09-159172-2          | 2015年7月2日   | ISBN 9789888318292     | 2014年8月11日  | EAN 4717702261511 | 鮎川天理                                                                                        | 限定版附送三個迷你半透明文件夾。表面插圖分別為桂木桂馬、中川花音（22卷限定版盒封圖）、2B樂隊（14卷限定版盒封圖），背面則是由三個組合而成的哈克雅及艾露西大圖） |
| 25   | 2014年3月18日  | ISBN 978-4-09-124579-3          | ISBN 978-4-09-159189-0          | 2015年11月27日 | ISBN 978-988-8320-26-4 | 2015年1月23日  | EAN 4717702262990 | 二階堂由梨                                                                                      | |
| 26   | 2014年6月18日  | ISBN 978-4-09-124666-0          | ISBN 978-4-09-159193-7          | 2016年1月2日   | ISBN 978-988-8320-61-5 | 2015年2月13日  | EAN 4717702263003 | 桂木桂馬、艾魯西                                                                                | 限定版有56章明信片。(所有登場過的角色都有) |

### 輕小說
作者：有澤真水，插畫：若木民喜
| 標題                                    | 小學館        | 小學館             | 尖端出版      | 尖端出版           |
| --------------------------------------- | ------------- | ------------------ | ------------- | ------------------ |
| 只有神知道的世界 神、惡魔與天使（）     | 2009年5月19日 | ISBN 9784094511376 | 2010年1月27日 | ISBN 9789571042381 |
| 只有神知道的世界 2 祈禱、詛咒與奇蹟（） | 2010年5月18日 | ISBN 9784094512038 | 2010年12月7日 | ISBN 9789571044064 |

## 備註
1. ↑  機神（遊戲狂迷高手）追女攻略（追求女孩子的策略和行為）

## 外部連結
- WEBSunday - 神のみぞ知るセカイ （页面存档备份，存于）（日語）
- まんが家BACKSTAGE 若木民喜 （页面存档备份，存于）（日語）
- HoneyDipped（页面存档备份，存于） - 作者的blog（日語）
- 只有神知道的世界 アニメ公式サイト - 動畫官網（日語）
- 只有神知道的世界 動畫東京電視台官方網站（页面存档备份，存于）（日語）
- 只有神知道的世界II 動畫東京電視台官方網站 （页面存档备份，存于）（日語）
- 只有神知道的世界 女神篇 動畫東京電視台官方網站 （页面存档备份，存于）（日語）